# Mixophyes carbinensis
A Mixophyes carbinensis a kétéltűek (Amphibia) osztályának békák (Anura) rendjébe, a Myobatrachidae családba, azon belül a Mixophyes nembe tartozó faj.

## Előfordulása
Ausztrália endemikus faja. Queensland államban és Victoria államban honos a Carbine Tableland (Mt. Lewis és Mt. Spurgeon) és a Windsor Tableland területén 700–1300 m-es tengerszint feletti magasságban. Élőhelye montán esőerdő.

## Megjelenése
Nagytestű, akár a 8 cm testhosszúságot is elérő békafaj. Háta sárga- vagy rézbarna, hátán több apró sötétbarna folt látható, középen egy sötétbarna hosszanti csík húzódik, amely a szemek között Y-alakban indul. Orrlyukától szeme utáni területig egy fekete csík húzódik, orra hegyén fekete háromszög alakú folt található. Hasa fehér, a hímek torka szürke vagy narancssárga. Pupillája függőleges elhelyezkedésű, a szivárványhártya sötétbarna. A lábakon és a karokon sötét vízszintes sávok, a combok hátsó részén pedig apró krémszínű foltok vannak vannak. Mellső lábainak ujjai között nincs úszóhártya, a hátsókon csaknam teljes úszóhártya van; ujjai végén nincsenek korongok.

## Életmódja
Tavasztól nyárig szaporodik. A petéket a nőstény lábával kilöki a vízből, így azok a patakmedrek melletti függőleges partokon és sziklafalakon tapadnak meg. Az ebihalak a kikelés után a vízbe pottyannak. Hosszuk elérheti a 12,5 cm-t, színük sötétbarna. Gyakran a víztestek alján maradnak, és körülbelül 13 hónapig tarthat, amíg békává fejlődnek.

## Természetvédelmi helyzete
A vörös lista a nem fenyegetett fajok között tartja nyilván. Populációja stabil.